# فهرست حافظان قرآن
این فهرست شامل افراد سرشناسی است که قرآن را کاملاً از برداشته‌اند. به کسی که قرآن را از بردارد حافظ می‌گویند که معادل مؤنث آن حافظه جمع حُفّاظ است.
- حافظ شیرازی شاعر و دانشمند ایرانی. در نهایت فقر و تنگدستی به فراگیری دانش پرداخت او تمامی قرآن را با چهارده قرائت، حفظ بود.[۱]
- ابن سینا دانشمند قرن پنجم که در پزشکی، فلسفه سرآمد عصرخود بود پیش از ده سالگی قران مجید را حفظ کرد.[۲]
- کاظم ساروقی، (زادهٔ: ۱۲۶۲، ساروق اراک - درگذشت: ۱۳۳۹، قم) فردی بی سواد بود که به‌طور اعجاب‌انگیزی حافظ کل قرآن شد. ادعای وی توسط بسیاری اهالی دین و فرهنگ مورد سنجش قرار گرفت و تأیید شد.
- مجید شهریاری از دانشمندان هسته ای ایران.
- فرزدق شاعر ازاصحاب علی بن الحسین بود، علی بن ابی طالب به پدرش فرمود: «به او قرآن بیاموز که بهترازشعراست.» این سخن چنان در فرزدق اثرکرد که برخود قیدهایی بست و سوگند خورد تا قرآن را حفظ نکندآن قیدهارا نگشاید. به این ترتیب، همهٔ قرآن را به خاطر سپرد.[۳]
- علی الهمدانی در خردسالی حافظ شد.[۴]
- سید قطب در سن ۱۰ سالگی حافظ شد.[۵][۶]
- اورنگ‌زیب، ششمین امپراتور مغول[نیازمند منبع]
- عبدالرحمن السدیس - امام مسجد الحرام، قرآن را در سن ۱۲ سالگی حفظ کرد.
- عبدالعزیز بن عبدالله بن باز[۷]
- عمر خضر، زندانی کانادایی گوانتانامویی که در دوران اسارت قرآن را حفظ کرد.[۸]
- طه حسین، نویسنده و روشنفکر مصری، قرآن را در ۹ سالگی حفظ کرد[۹]
- تیمور
- سیدبن طاووس از شاگردان خواجه نصیر طوسی و علامه حلی است که در یازده سالگی، تمامی قرآن را به خاطر سپرد.[۱۰]
- رودکی شاعر سده چهارم درعصر سامانیان می‌زیست، وی روشندل بود و درهشت سالگی، قرآن را حفظ کرد.[۱۱]
- ابومعین ناصر خسرو قبادیانی، شاعر، عارف، حکیم و نویسنده زبردست بود؛ وی درنه سالگی، قرآن و بسیاری از احادیث را حفظ کرد.[۱۲]
- سید ابوالقاسم خویی، در دوران پیری به حفظ قرآن مشغول شدند.[۱۳]
- محمد بن قاسم بن خلاد بن یاسر اهوازی مشهور به ابوالعینا از ادیبان بزرگ روزگارعباسی شمرده می‌شد که در کودکی قرآن را حفظ کرد.[۱۴]
- ابوالفتح ابن اثیرجزری از دانشمندان مذهب شافعی بود که درلغت، نحو بیان و نیزفنون انشاء وکتابت مهارت بسیار داشت. وی قرآن را درکودکی حفظ کرده بود.[۱۵]
- ابوالتهانی جبرتی ازدانشمندان معروف حنفی شمرده می‌شد. وی دراکثرعلوم روز سرآمد بود و درکناردانش، به تجارت نیز می‌پرداخت. ابوالتهانی درده سالگی، قرآن مجید را به خاطر سپرد.[۱۶]
- ابو محمد عبدالله مشهور به ابن اللبان، فقیه و محدث شافعی، قرآن را به چندین روایت تلاوت می‌کرد در پنج سالگی به حافظ قرآن پرداخت.[۱۷]
- محمد عبدالحی بن حافظ انصاری حنفی که حفظ قرآن را ازپنج سالگی آغاز کرد و در۱۰ سالگی به پایان رساند.[۱۸]
- شهاب الدین شافعی به ادبیات، بسیارعشق می‌ورزید، در ده سالگی، قرآن را حفظ کرد.[۱۹]
- ابراهیم بن شهریار ملقب به فخرالدین پیرو شیخ شهاب الدین سهروردی، درکودکی به جمع حافظان قرآن پیوست.[۲۰]
- محمد بن طاهر ملقب به ملک المحدثین، ازدانشمندان اواخرقرن دهم هجری است که در کودکی قرآن را حفظ کرد.[۲۱]
- داود بن عمر انتاکی ملقب به بصیر دانشمند، پزشک و فیلسوف شیعی اوایل قرن یازدهم، علیرغم نابینایی در کودکی حافظ قرآن شد.[۲۲]